# Khouma Babacar
Pour les articles homonymes, voir Babacar (homonymie).
 El Hadji Babacar Khouma Gueye, né le 17 mars 1993 à Thiès au Sénégal est un footballeur international sénégalais qui évolue au poste d'avant-centre au Boluspor.

## Biographie
Il joue son premier match avec la Fiorentina le 14 janvier 2010 comme titulaire en seizièmes de finale de la Coppa Italia contre le Chievo Vérone. Il inscrit à cette occasion le but égalisateur (2-2) à la 75e minute (score final 3-2 pour la Fiorentina).
Le 20 mars 2010, il inscrit son premier but en championnat (Serie A) lors d'une rencontre face au Genoa. Il a alors tout juste 17 ans. Ceci fait de lui le 6e plus jeune buteur de l'histoire de la Serie A.
Le 26 octobre lors de la Coupe d'Italie, Babacar marque un but dans les dernières minutes de la prolongation alors que le score était de 0-0. Il marque à la 119e minute, ce qui qualifie son équipe pour le second tour.
Le 27 décembre 2010, Babacar figure dans  la liste des 23 joueurs retenus comme étant les révélations de cette année 2010.
Au mois de janvier 2012, le joueur est prêté au Racing de Santander. En juillet 2012, il est prêté à Padoue.
Le 21 janvier 2022, durant le mercato hivernal, Khouma Babacar rejoint le FC Copenhague, où il s'engage pour un contrat courant jusqu'en juin 2025.